# George A. Romero

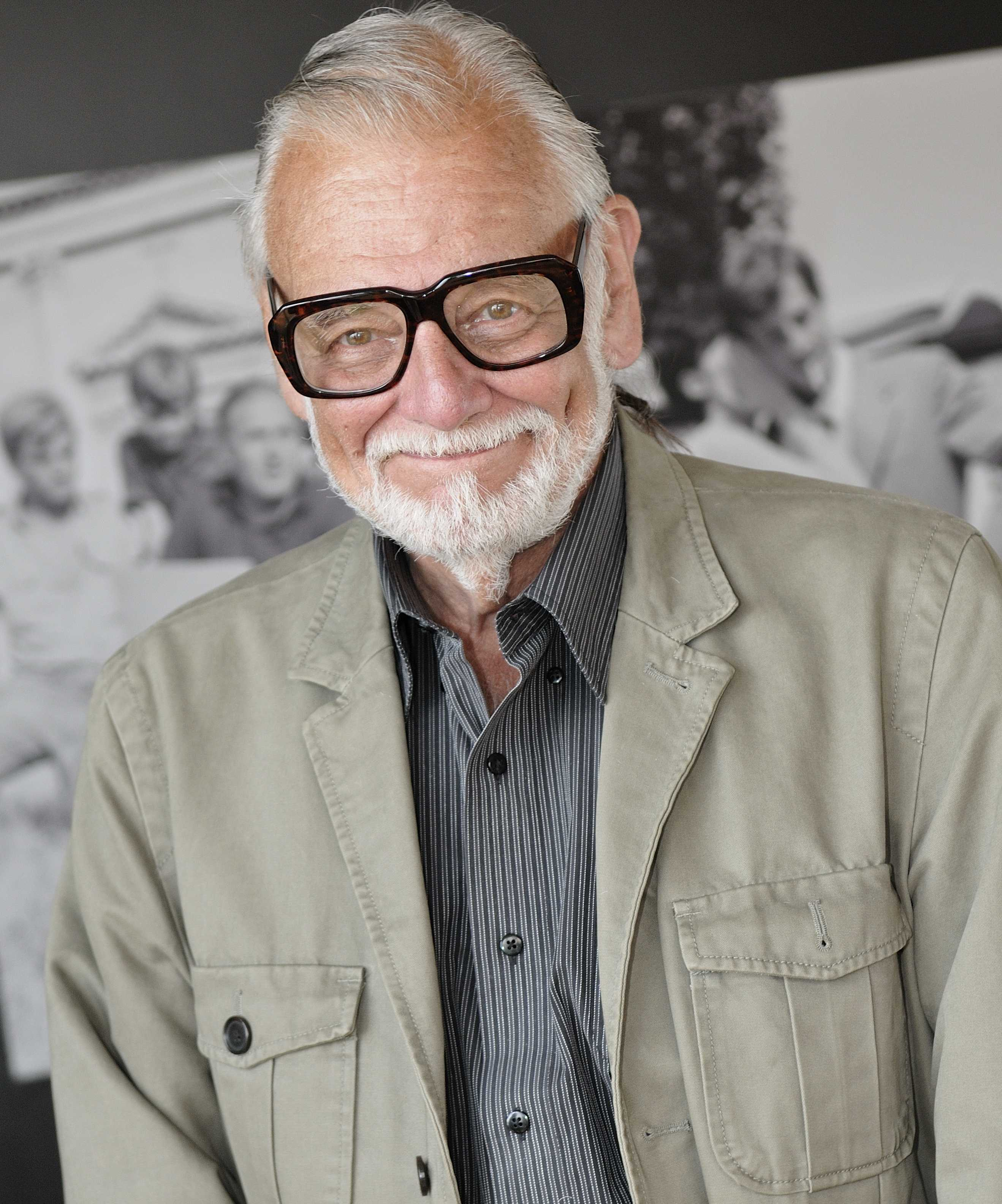
George A. Romero bei den 66. Filmfestspielen von Venedig 2009

George Andrew Romero (* 4. Februar 1940 in New York City; † 16. Juli 2017 in Toronto) war ein US-amerikanischer Filmregisseur, Autor, Filmeditor und Schauspieler.
Romero gilt als Mitbegründer und einer der wichtigsten Vertreter des modernen Horrorfilms. Viele seiner Filme haben Kultstatus erreicht. Romero schrieb für die meisten seiner Filme das Drehbuch selbst, daher kann sein Werk weitestgehend dem Autorenfilm zugeordnet werden. Typisch für seine Filme ist, dass sie bewusst die in den USA herrschende gesellschaftliche Situation zu ihrer jeweiligen Entstehungszeit widerspiegeln und einen politischen Subtext aufweisen, der soziale und politische Missstände kritisiert. Zu seinen bekanntesten Filmen zählen Die Nacht der lebenden Toten (Night of the Living Dead) und Zombie (Dawn of the Dead).

## Leben und Werk

### Karriere
Romero wurde am 4. Februar 1940 im New Yorker Stadtteil Bronx als Sohn von Anne Romero (Dvorsky) und George M. Romero, einem Werbekünstler, geboren. Sein Vater stammte aus Spanien, war aber als Kind nach Kuba ausgewandert und seine Mutter war Litauerin. Bereits im Alter von 14 Jahren begann Romero mit einer Schmalfilm-Kamera Filme zu drehen. 1958 gewann er einen Future Scientists of America Award für eine Dokumentation über Geologie mit dem Namen Earthbottom, die er im Rahmen eines Highschool-Projekts erstellte. Um ein Studium in den Fächern Kunst, Design und Theaterwissenschaft an der Carnegie Mellon University aufzunehmen, zog er nach Pittsburgh. Nach seinem Examen und dem Erwerb des Titels Bachelor of Arts 1961 arbeitete er als Hilfskraft bei einer Produktion für Nachrichtenbeiträge. Im selben Jahr gründete er mit einigen Studienfreunden die Produktionsgesellschaft The Latent Image, um zunächst Werbespots und Lehrfilme zu drehen.
Sein erster Horrorfilm Die Nacht der lebenden Toten (1968) – noch mit einem sehr geringen Budget von 114.000 Dollar gedreht – traf mit seiner hintergründigen Aussage gegen Rassismus und den Vietnamkrieg genau den Nerv der Zeit und wurde schnell zum Geheimtipp. Der kontroverse Film wurde zudem in die Sammlung des New Yorker Museum of Modern Art aufgenommen. Nach diesem Erfolg drehte er 1971 There’s Always Vanilla, danach 1972 Season of the Witch. Seinen folgenden beiden Horrorfilmen Crazies (1973) und Martin (1977) lag eine subtile, gesellschaftskritische Botschaft zugrunde, Kassenerfolge wurden sie aber nicht.
Erst nach diesen Nichtzombie-Filmen kam der Erfolg zurück: mit Zombie (Dawn of the Dead) von 1978, in dem sich vier Menschen auf der Flucht vor Zombiehorden in einem Einkaufszentrum verschanzen. In vielen Ländern wurde der Film wegen seiner exzessiven Gewaltdarstellungen beschlagnahmt (Jugendschutz, Zensur). Romeros dritter Zombie-Film Zombie 2 (Day of the Dead) aus dem Jahr 1985 wurde von der Kritik eher negativ aufgenommen. Nachdem er sich weigerte, wie von den Investoren gewünscht, bei diesem Film auf explizite Gewaltdarstellungen zu verzichten, um ein „R-Rating“ zu erreichen, bekam er nur die Hälfte des ursprünglich vereinbarten Kapitals zur Verfügung gestellt und musste sein Drehbuch für diesen Film deutlich vereinfachen. Danach hatte er vor allem Erfolg als Produzent der Fantasy-Fiction-Fernsehserie Tales from the Darkside.
1999 drehte Romero für den Song Scream der Band Misfits ein Musikvideo, in dem sich die Mitglieder der Band in Zombies verwandeln. Als einzige Bezahlung verlangte er von der Band, in seinem Film Bruiser aus dem Jahr 2000 zu erscheinen und Songs für dessen Filmmusik beizusteuern. Im Jahr 2004 entwarf er für die Comic-Reihe Toe Tags die Handlung einer sechsteiligen Geschichte mit dem Namen The Death of the Death und schrieb dafür die Texte.
Eine Neuverfilmung von Dawn of the Dead war Anfang 2004 ein weltweiter Kassenerfolg. Dadurch erhielt Romero selbst die Möglichkeit, seiner Zombie-Reihe einen weiteren Film hinzuzufügen. Aus diesem Grund unterbrach er 2004 die Vorproduktion zu Diamond Dead, um der Verfilmung des von vielen Fans langersehnten vierten Teils seines Zombie-Zyklus, Land of the Dead, nachzugehen, die nach langjährigen Verhandlungen mit verschiedenen Hollywood-Studios schließlich von Atmosphere Entertainment finanziert wurde. Romero stellte 2007 einen weiteren Zombie-Film mit dem Titel Diary of the Dead fertig, zu dem er wiederum das Drehbuch schrieb und Regie führte. Nachdem Land of the Dead eine Produktion eines größeren Studios war, handelt es sich bei diesem Film wieder um eine unabhängige Produktion.
Über das Filmgenre des Torture Porns sagte Romero 2008: „Ich verstehe es nicht. […] Denen fehlt doch die Metapher.“
2009 erhielt Romero für seinen sechsten Zombiefilm Survival of the Dead eine Einladung zum Wettbewerb der 66. Filmfestspiele von Venedig. Im Oktober 2011 gab er sein Interesse an einer Verfilmung des Romans The Zombie Autopsies von Steven Schlozman bekannt. 2012 synchronisierte Romero den Wissenschaftler Dr. Beau E. Vil in ACW Games Zombiespiel Zombie Squash.
2020 erschien posthum Romeros einziger Roman, The Living Dead. Der US-amerikanische Autor Daniel Kraus fügte aus dem vorgefundenen Manuskript sowie Notizen und Briefen in Romeros Nachlass einen Roman zusammen.

### Privates
George A. Romero wuchs im New Yorker Stadtteil Bronx auf und besuchte dort eine katholische Schule. Bei den Dreharbeiten zu Land of the Dead lernte er seine Lebensgefährtin Susan Wloszczyna kennen, mit der er seither in Toronto lebte. Das Paar hatte eine Tochter. Romero war seit 2009 kanadischer Staatsbürger. George A. Romero starb im Juli 2017 im Alter von 77 Jahren infolge einer kurzen Erkrankung an Lungenkrebs im Kreis seiner Familie.

## Filmografie
Romero hat bis 1982 alle Filme, bei denen er Regie geführt hat, auch selbst geschnitten.

### Regie und Drehbuch
- 1968: Die Nacht der lebenden Toten (Night of the Living Dead)
- 1972: Season of the Witch
- 1973: Crazies (The Crazies)
- 1977: Martin
- 1978: Zombie (Dawn of the Dead)
- 1981: Knightriders – Ritter auf heißen Öfen (Knightriders)
- 1982: Creepshow, auch: Die unheimlich verrückte Geisterstunde (Creepshow)
- 1985: Zombie 2 (Day of the Dead)
- 1988: Der Affe im Menschen (Monkey Shines)
- 1990: Two Evil Eyes (zusammen mit Dario Argento)
- 1993: Stephen Kings Stark (The Dark Half)
- 2000: Bruiser
- 2005: Land of the Dead
- 2007: Diary of the Dead
- 2009: Survival of the Dead

### Regie
- 1958: Earthbottom (Kurzfilm)
- 1962: Expostulations (Kurzfilm)
- 1971: There’s Always Vanilla
- 1974: The Winners (Fernsehserie, Folge Willie Stargell: If I Didn't Play Baseball)
- 1974: O. J. Simpson: Juice on the Loose (Dokumentation über O. J. Simpson)
- 1975: The  Amusement Park (galt lange Jahre verschollen)

### Drehbuch
- 1983–1986: Tales from the Darkside (Fernsehserie, Folgen Trick or Treat, The Circus, Baker's Dozen und The Devil's Advocate)
- 1987: Creepshow 2
- 1990: Geschichten aus der Schattenwelt (Tales from the Darkside: The Movie, Teil Cat From Hell)
- 1990: Die Rückkehr der Untoten (Night of the Living Dead)

### Darsteller
- 1968: Die Nacht der lebenden Toten (Night of the Living Dead)
- 1971: There’s Always Vanilla
- 1977: Martin als Pater Howard
- 1978: Zombie (Dawn of the Dead)
- 1979: Document of the Dead (Dokumentarfilm)
- 1985: Zombie 2 (Day of the Dead)
- 1986: Kohlenstaub und Glitzerträume (Lot swierkowej gesi, Flight of the Spruce Goose)[10]
- 1991: Das Schweigen der Lämmer (The Silence of the Lambs)
- 2007: Diary of the Dead
- 2009: Nightmares in Red, White and Blue

## Trivia
- Im Spiel Call of Duty: Black Ops erschien Romero mit dem Escalation-DLC im Überlebenskampf-Modus auf der Map Call of the Dead.[11]
- Beim Film The Crazies – Fürchte deinen Nächsten (2010) wirkte er als Executive Producer mit.
- Szenen aus einem Film von Romero verwendete Westbam für sein Musikvideo Bulgarian Breaks.
- Der Dokumentarfilm Document of the Dead von Roy Frumkes beleuchtet Romeros filmisches Schaffen.
- In verschiedenen Spielen der Reihe Grand Theft Auto existiert ein Leichenwagen mit dem Namen „Romero“, resp. „Romero’s Hearse“.[12]
- In der Serie iZombie wird die wilde Version der Zombies als „Romeros“ bezeichnet.